# Howsham, Lincolnshire
Howsham är en by i North Lincolnshire i Lincolnshire i England. Byn nämndes i Domedagsboken (Domesday Book) år 1086, och kallades då Usun.